# Dracaena elliptica
Dracaena elliptica är en sparrisväxtart som beskrevs av Carl Peter Thunberg och Dalm. Dracaena elliptica ingår i släktet dracenor, och familjen sparrisväxter. Inga underarter finns listade i Catalogue of Life.